# Ca' Corner della Regina
La Ca' Corner della Regina es un edificio histórico italiano situado en el sestiere Santa Croce, junto al Gran Canal de Venecia, próximo a Ca' Pesaro, entre Ca' Favretto y el Palacio Correggio. Es la sede en Venecia de la Fundación Prada desde 2011.

## Historia
El palacio se construyó en el siglo XVIII, entre los años 1723 y 1728, en el solar dejado por una construcción anterior del siglo XV en el que nació y falleció Caterina Cornaro, la reina de Chipre (en italiano, "regina") que da nombre al edificio. El encargo estuvo a cargo de la familia Corner, que aprobó el proyecto requerido al arquitecto Domenico Rossi. El 10 de mayo de 1724 se puso la primera piedra del nuevo edificio, cuya fachada se terminó en 1726. Una vez extinta esta noble familia veneciana, la Ca' Corner della Regina fue propiedad del papa Pío VII que la convirtió en Monte de Piedad en 1969, albergando entre 1975 y 2010 el ASAC (Archivio Storico delle Arti Contemporanee della Biennale di Venezia). Desde mayo de 2011 es sede de las exposiciones de arte contemporáneo y otras actividades culturales de la Fundación Prada. Esta institución, presidida por Miuccia Prada y Patrizio Bertelli desde 1995, inició la restauración del palacio de forma gradual sobre la base de las directivas de la "Superintendencia de Bienes Arquitectónicos y Paisajísticos de Venecia y la Laguna", con la colaboración de la Fundación de Museos de Venecia.

## Descripcción
El edificio está conformado por tres alturas principales que se corresponden con la planta a nivel del suelo y dos alturas dedicadas a planta noble. Además, un ático y dos altillos o entresuelos situados entre la planta baja y el segundo piso conforman la estructura.
La fachada al Gran Canal destaca por estar construida en piedra de Istria y por su almohadillado, desarrollado desde el nivel del suelo hasta la imposta de la primera planta.
En la construcción de la Ca' Corner, el arquitecto Rossi tuvo presente la moda que estaba imponiendo Baldassarre Longhena en el Gran Canal con la vecina Ca' Pesaro, en la que el palacio Ca' Corner se inspira claramente. Se trata de un edificio modulado en tres plantas, pero particularmente esbelto, en parte por la presencia de dos entresuelos, uno en el ático y otros entre la planta baja y la primera planta.
El portal principal, en posición central, es de medio punto y se desarrolla en altura, sobre el almohadillado que caracteriza la primera planta y el entresuelo, y que se inspira en las fachadas renacentistas. El primero de las dos plantas nobles está recorrido por una barandilla, encima de la cual hay siete monóforas de medio punto con mascarones en clave, entre los que hay semicolumnas jónicas.
Una ancha cornisa marcaplantas divide esta altura de la segunda planta noble, que presenta siete ventanas rectangulares dispuestas regularmente y coronadas por tímpanos. Entre las ventanas se intercalan simétricamente grandes semicolumnas de orden corintio, que también continúan en el entresuelo, nivel en el que sostienen arquitrabes, que a su vez sostienen la sutil cornisa del techo.